# Ken Calvert

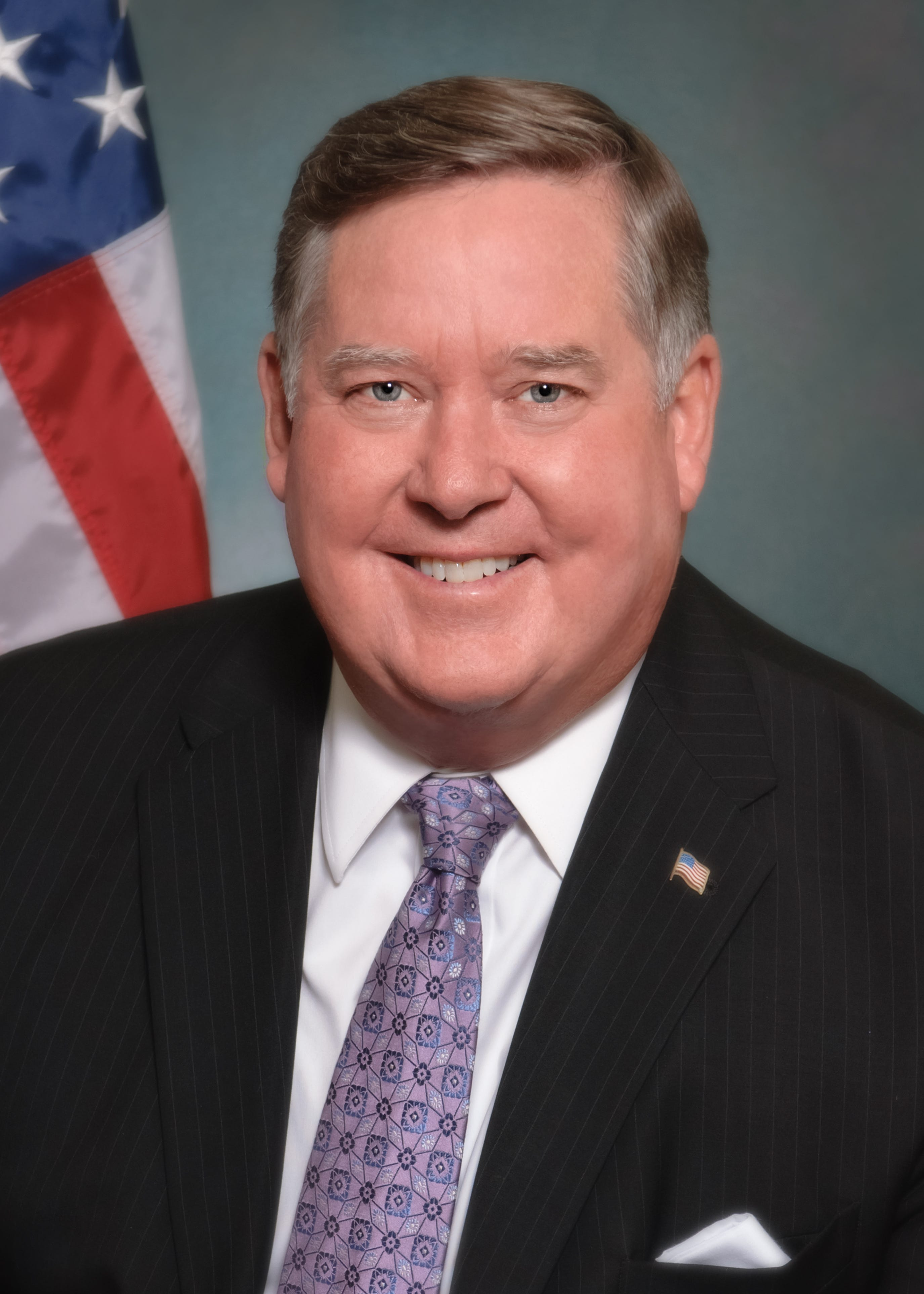
Ken Calvert (2017)

Kenneth Stanton „Ken“ Calvert (* 8. Juni 1953 in Corona, Kalifornien) ist ein US-amerikanischer Politiker der Republikanischen Partei. Seit Januar 1993 vertritt er den Bundesstaat Kalifornien im US-Repräsentantenhaus. Aktuell für den 41. Distrikt, zwischen und 1993 und 2003 für den 44. Distrikt, danach von 2003 bis 2013 für den 43. Distrikt und von 2013 bis 2023 für den 42. Distrikt.

## Werdegang
Ken Calvert besuchte bis 1971 die Corona High School in Corona (Kalifornien). Im Jahr 1973 absolvierte er das Chaffey College in Rancho Cucamonga mit einem Associate of Arts. Danach studierte er bis 1975 an der San Diego State University, die er mit einem Bachelor of Arts in Wirtschaftswissenschaft verließ. In den folgenden fünf Jahren war er Manager eines familieneigenen Restaurants; danach gründete er eine eigene Immobilienfirma.

## Politik
Überdies begann er als Mitglied der Republikanischen Partei eine politische Laufbahn. Schon gleich nach der High School arbeitete er im Jahr 1972 für den Kongressabgeordneten Victor Veysey. 1982 strebte er erfolglos die Nominierung seiner Partei für die Kongresswahlen an. Zwischen 1984 und 1988 war er republikanischer Parteivorsitzender im Riverside County.
Bei den Kongresswahlen des Jahres 1992 wurde Calvert im 43. Kongresswahlbezirk von Kalifornien in das Repräsentantenhaus der Vereinigten Staaten in Washington, D.C. gewählt, wo er am 3. Januar 1993 die Nachfolge von Ron Packard antrat. Er setzte sich bei den allgemeinen Wahlen am 3. November, mit 46,7 zu 46,4 % gegen den Demokraten Mark Takano, sowie drei weitere Bewerber, mit nur 499 Stimmen Vorsprung äußerst knapp durch. In der folgenden Wahl 1994 konnte er Takano mit 54,7 %, und damit über 16 % Vorsprung, deutlich besiegen. Nachdem er bei allen folgenden vierzehn Wahlen zwischen 1996 und 2022, jeweils bestätigt wurde, kann er sein Mandat bis heute ausüben. Er wurde danach immer mit mehr als 50 % der Stimmen wiedergewählt. Sein bestes Ergebnis erzielte er bei den Wahlen 2000 mit 73,7 %, und das schlechteste Wiederwahlergebnis hatte er im Jahr 2008 mit 51,2 % der Stimmen. Seine aktuelle, insgesamt 16., Legislaturperiode im Repräsentantenhaus des 118. Kongresses läuft noch bis zum 3. Januar 2025.[veraltet]
Durch interne Umstrukturierungen in Kalifornien änderten sich mehrfach die Wahlbezirke, die Calvert im Kongress vertrat. Bis zum Jahr 2003 vertrat er den 43. Wahlbezirk, danach wechselte er in den 44. Wahlkreis, den er bis 2013 im Repräsentantenhaus vertrat. Seither war er von 2013 bis 2023 Abgeordneter für den 42. Distrikt. Seit 2023 vertritt Calvert den 41. Wahlbezirk.

### Ausschüsse
Calvert ist aktuell Mitglied in folgenden Ausschüssen des Repräsentantenhauses:
- Committee on Appropriations
  - Defense
  - Energy and Water Development, and Related Agencies

Zuvor war er auch Mitglied im Haushaltsausschuss. Außerdem sitzt er im International Conservation Caucus, einem überparteilichen, parlamentarischen Gremium, dass das Ziel hat, den Umweltschutz weltweit voranzubringen.

### Ansichten
Calvert wurde im Lauf seiner Kongresszugehörigkeit mit Korruptionsvorwürfen konfrontiert. Die Ethikorganisation Citizens for Responsibility and Ethics in Washington (CREW) zählte Calvert zu den 15 korruptesten Kongressabgeordneten. Allerdings erfolgte bisher keine Anklage.
Er gehörte zu den Mitgliedern des Repräsentantenhauses, die bei der Auszählung der Wahlmännerstimmen bei der Präsidentschaftswahl 2020 für die Anfechtung des Wahlergebnis stimmten. Präsident Trump hatte wiederholt propagiert, dass es umfangreichen Wahlbetrug gegeben hätte, so dass er sich als Sieger der Wahl sah. Für diese Behauptungen wurden keinerlei glaubhafte Beweise eingebracht. Der Supreme Court wies eine entsprechende Klage mit großer Mehrheit ab, wobei sich auch alle drei von Trump nominierten Richter gegen die Klage stellten.